# Gersdorf (Golßen)

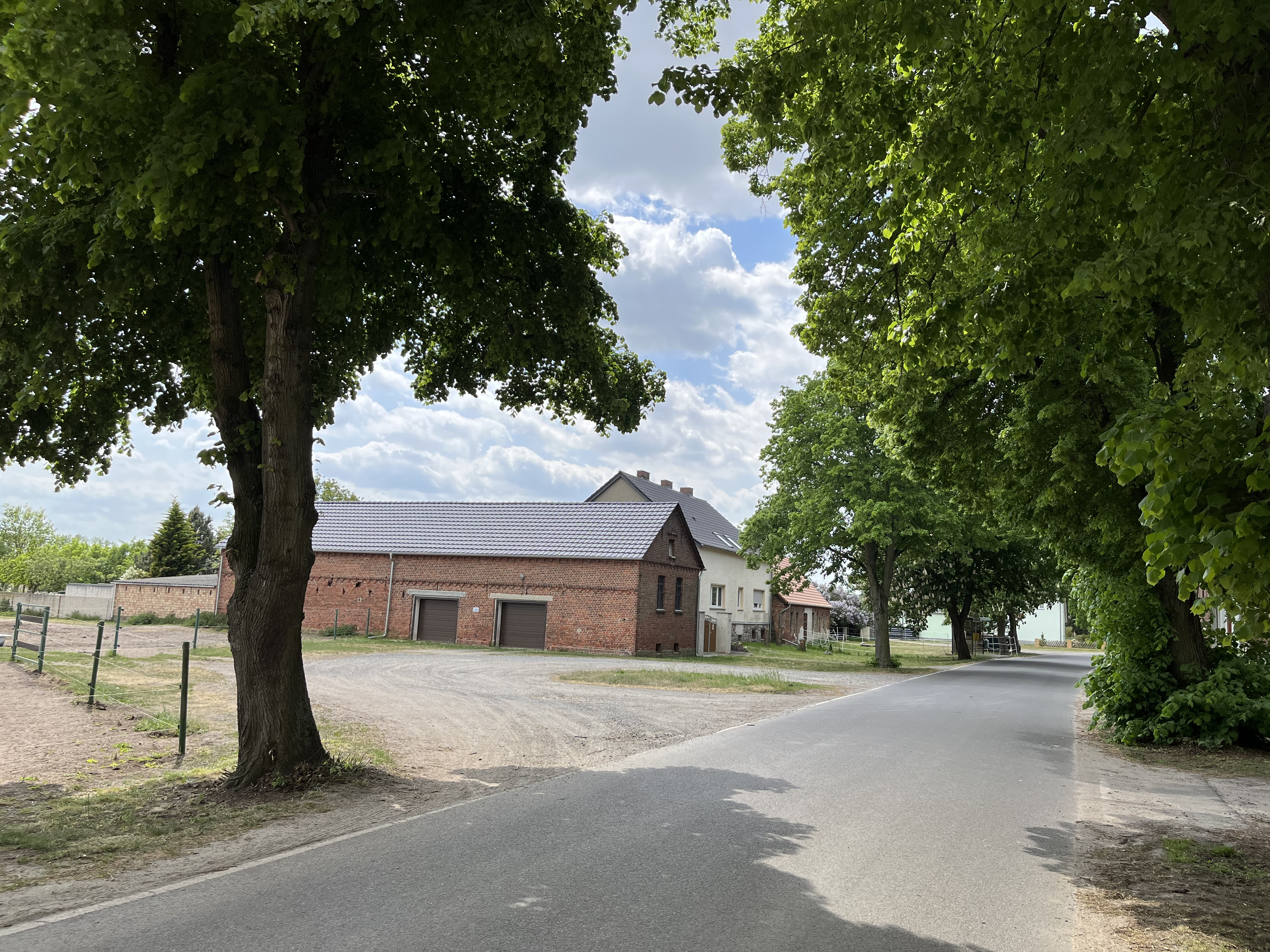
Ortsansicht

Gersdorf (früher auch Wendisch Gersdorf) ist ein zum Ortsteil Zützen gehörender bewohnter Gemeindeteil der Stadt Golßen im Landkreis Dahme-Spreewald in Brandenburg. Der Ort gehört dem Amt Unterspreewald an und war bis zum 31. Dezember 2002 ein Ortsteil der bis dahin eigenständigen Gemeinde Zützen, bis zur Eingemeindung nach Zützen am 1. Januar 1957 war Gersdorf eine eigenständige Gemeinde.

## Lage
Gersdorf liegt im Nordwesten der Niederlausitz am Übergang in den Fläming, rund zwölf Kilometer nördlich von Luckau und 15 Kilometer westlich der Stadt Lübben. Umliegende Ortschaften sind Forsthaus Schenze im Norden, Freiwalde im Nordosten, Reichwalde im Osten, Wilhelmshof im Südosten, Zützen im Südwesten, Golßen im Westen und Prierow im Nordwesten. Nördlich von Gersdorf liegt der Kaulschegraben.
Gersdorf liegt an der Kreisstraße 6146, die Bundesstraße 96 liegt zwei Kilometer südwestlich und die Bundesstraße 115 einen Kilometer nördlich der Ortschaft. Die Bundesautobahn 13 mit der Anschlussstelle Freiwalde ist sieben Kilometer von Gersdorf entfernt.

## Geschichte

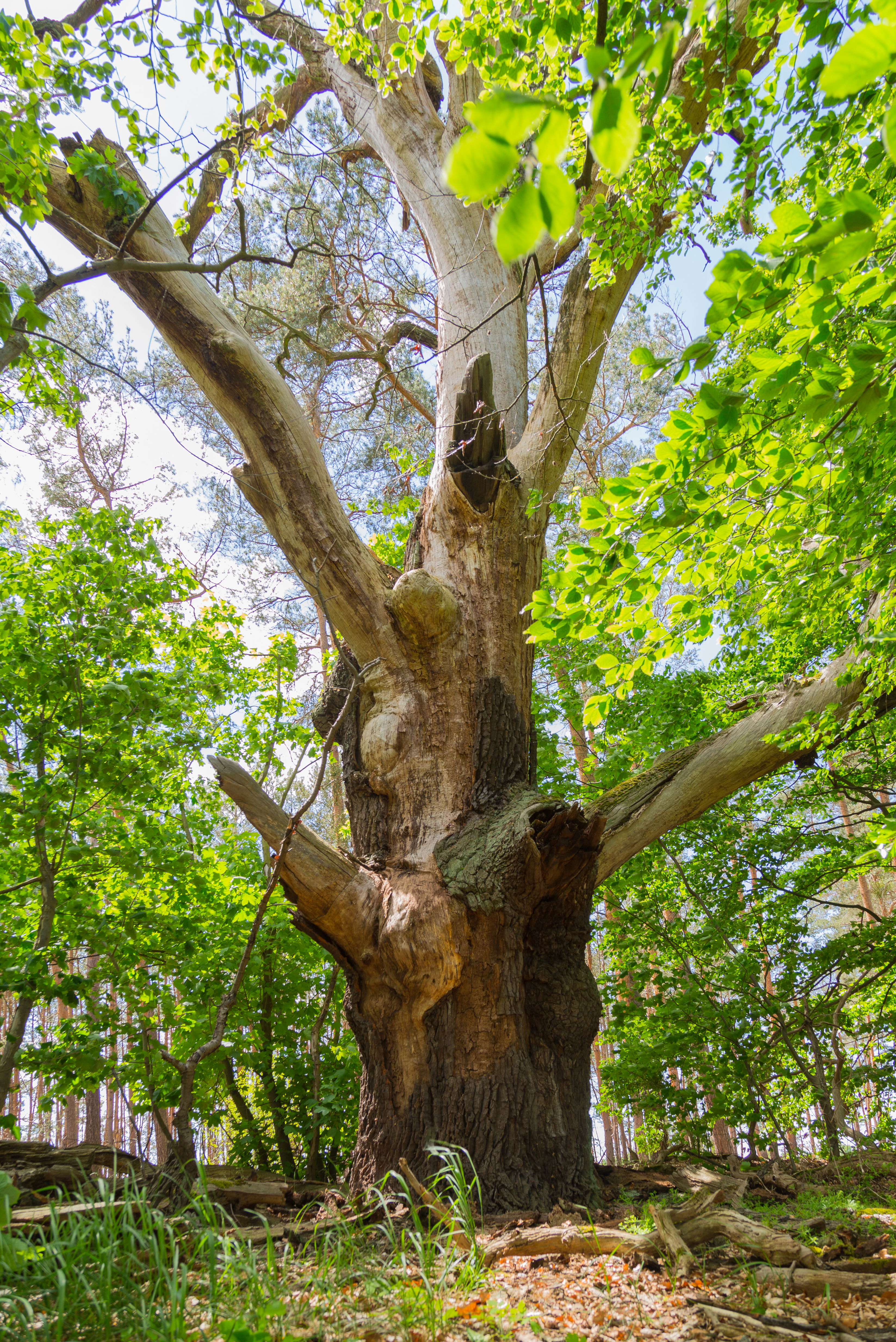
Das Naturdenkmal Napoleonseiche an der B 115, mittlerweile abgestorben.

Der Ort Gersdorf wurde im Jahr 1397 mit dem Namen Gerichsdorf erstmals urkundlich erwähnt. Der Ortsname ist von dem deutschen Personennamen Gerlach abgeleitet. Die Siedlung war seit jeher dem Rittergut Zützen unterstellt und gehörte zunächst zum Markgraftum Niederlausitz, das mit dem Prager Frieden von 1635 dem Kurfürstentum Sachsen angegliedert wurde. Im 17. Jahrhundert besaß die Familie von Droste Zützen mit Gersdorf, bis zu 1741/1752 Johann Leopold II. von Droste, welcher dann Carl von Kleits verkauft. Im Schmettauschen Kartenwerk von 1767/87 ist der Ort mit dem Namen Wendisch Gersdorf verzeichnet. Das Kurfürstentum Sachsen wurde 1806 zu einem Königreich erhoben, die Niederlausitz wiederum kam als Folge der auf dem Wiener Kongress beschlossenen Teilung Sachsens schließlich an das Königreich Preußen.
In Preußen lag Gersdorf im Regierungsbezirk Frankfurt der Provinz Brandenburg. Bei der Gebietsreform im Jahr 1816 wurde die Gemeinde dem Kreis Luckau zugeordnet. 1840 gehört das kleine Rittergut Gersdorf zum Besitz des zeitgleich gekürten Grafen von Kleist auf Zützen. Zusätzlich kam die Übernahme des Namens Loss und ein gesondertes Wappen dazu, da ja die Heraldik beim Landadel schon immer eine besondere Rolle spielte. Laut der Topografisch-statistischen Übersicht des Regierungsbezirks Frankfurt aus dem Jahr 1844 hatte Gersdorf um diese Zeit 16 Wohngebäude und 128 Einwohner. Im Jahr 1864 hatte Gersdorf 149 Einwohner und eine Chausseegeldhebestelle an der Straße nach Lübben. Bei der Volkszählung vom 1. Dezember 1871 hatte Gersdorf insgesamt 136 Einwohner, davon lebten in der Landgemeinde 62 Einwohner in 15 Familien und im Gutsbezirk 74 Einwohner in 13 Familien. Von allen Einwohnern waren 64 männlich und 72 weiblich; 26 Einwohner waren Kinder unter zehn Jahren. Am 1. Dezember 1910 hatte die Landgemeinde Gersdorf 56 und der Gutsbezirk Gersdorf 47 Einwohner.
Im Jahr 1928 wurde wie in ganz Brandenburg üblich der Gutsbezirk Gersdorf als faktisch eigenständiger Ort aufgelöst und in die Landgemeinde eingegliedert. Mit der Ausgabe des letztmals veröffentlichten amtlichen Güter-Adressbuch 1929 hatte das Rittergut Gersdorf eine Größe von 383 ha. Verwalter vor Ort für den Grafen Kleist-Zützen war W. Gründemann. Betrieben wurde eine mittelgroße Schweineviehanlage. Weitere Höfe über 20 ha Nenngröße weist diese Standardliteratur für Gersdorf nicht aus. Hans Joachim Graf von Kleist-Zützen (∗ 1913) war bis zur Bodenreform der letzte Eigentümer von Zützen, Gersdorf, Sagritz und Schenkendorf, er wurde nach dem Krieg Kaufmann und lebte zuletzt in Hamburg.
Nach dem Ende des Zweiten Weltkrieges wurde der Ort Teil der Sowjetischen Besatzungszone und wurde dort dem Land Brandenburg zugeteilt, ab 1949 lag Gersdorf in der DDR. Bei der Gebietsreform am 25. Juli 1952 wurden der Landkreis Luckau und das Land Brandenburg aufgelöst und die Gemeinde Gersdorf wurde dem neu zugeschnittenen Kreis Luckau im Bezirk Cottbus zugeordnet. Am 1. Januar 1957 wurde Gersdorf nach Zützen eingemeindet. Nach der Wiedervereinigung gehörte Gersdorf zum Landkreis Luckau in Brandenburg, 1992 schloss sich die Gemeinde Zützen zur Erledigung ihrer Verwaltungsangelegenheiten dem Amt Golßener Land an.
Der Landkreis Luckau ging am 6. Dezember 1993 im neuen Landkreis Dahme-Spreewald auf. Am 31. Dezember 2002 wurde Zützen nach Golßen eingemeindet. Das Amt Golßener Land wurde am 1. Januar 2013 aufgelöst, seitdem gehört die Stadt Golßen und somit auch Gersdorf dem Amt Unterspreewald an.

## Einwohnerentwicklung
| Jahr | Einwohner |
| ---- | --------- |
| 1875 | 109       |
| 1890 | 96        |
| 1910 | 103       |

| Jahr | Einwohner |
| ---- | --------- |
| 1925 | 90        |
| 1933 | 92        |
| 1939 | 148       |

| Jahr | Einwohner |
| ---- | --------- |
| 1946 | 273       |
| 1950 | 249       |

Gebietsstand des jeweiligen Jahres